# Nilow-Kloster

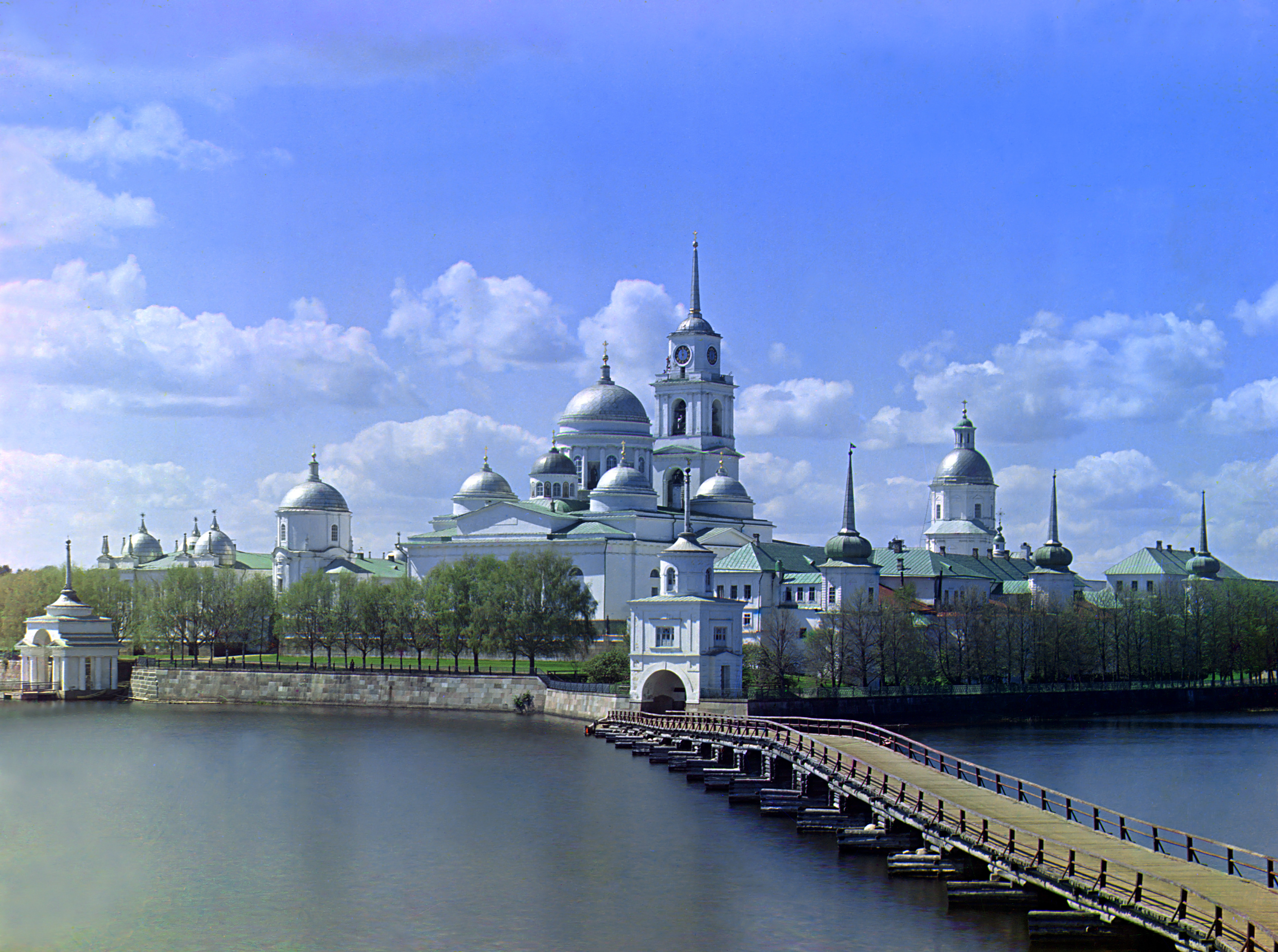
Nilow-Kloster am Seligersee; Farbaufnahme von Sergei Prokudin-Gorski aus dem Jahr 1910

Das Nilow-Kloster (russisch Нило-Столобенская пустынь/Nilo-Stolobenskaja Pustyn) ist ein russisches-orthodoxes Kloster auf der Insel Stolobny im Seligersee in den Waldaihöhen 300 km nordwestlich von Moskau.

## Nilus vom Seligersee
Der Heilige Nilus vom Seligersee (auch Nil von Stolobny) wurde Ende des 15. Jahrhunderts als Sohn einer Bauernfamilie in der Nähe von Weliki Nowgorod geboren. Im Krypezki-Kloster bei Pskow aufgewachsen, lebte er als Einsiedler in den Waldaihöhen am Fluss Seremlja und in einer Höhle auf der Insel Stolobny. Er nahm den Namen „Nilus“ zu Ehren des Heiligen Nilus des Älteren (vom Sinai) an, der um 400 n. Chr. in Ägypten wirkte.
Insgesamt verbrachte Nilus 27 Jahre auf der Insel Stolobny. Er bestimmte vor seinem Tode, dass an dieser Stelle ein Kloster errichtet werden solle. Er starb am 7. Dezember 1554.

## Geschichte

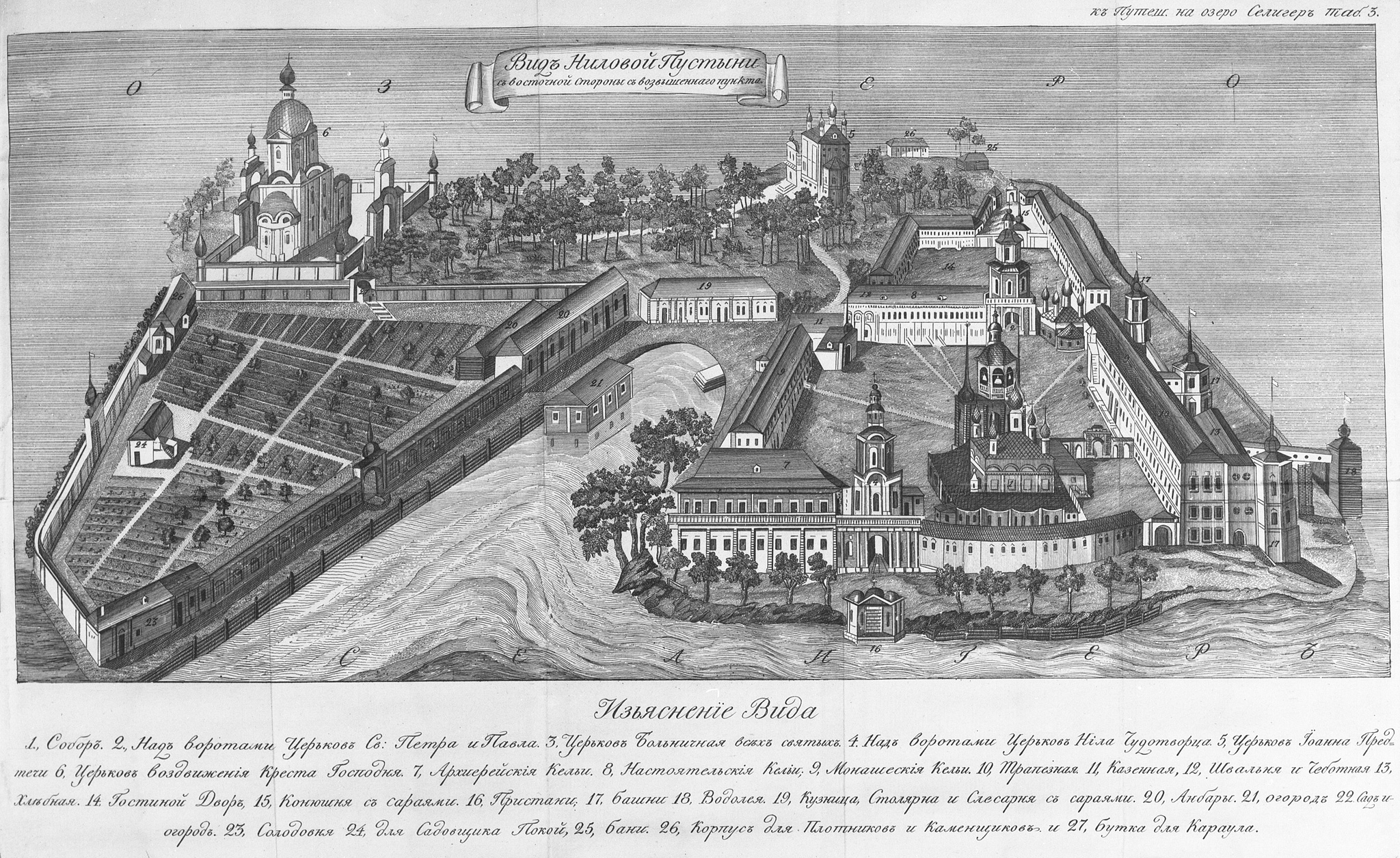
Plan des Nilow-Klosters aus dem 19. Jahrhundert

1555 wurde das Kloster gegründet. Der größte Teil der Gebäude des Klosters wurde im 18. und 19. Jahrhundert im klassizistischen Stil errichtet. Der Bau eines Dammes zur Insel wurde 1812 abgeschlossen. Das Nilow-Kloster war eines der größten und wohlhabendsten Klöster im Russischen Reich.
Anfang des 20. Jahrhunderts war es das nach Anzahl der Pilger meistbesuchte russische Heiligtum und das Zweite weltweit nach der Grabeskirche. Das Kloster hatte bis zu 1000 ständige Bewohner. Auf dem Grundstück des Klosters gab es sogar ein Krankenhaus.
1919, nach der Oktoberrevolution wurde das Kloster enteignet. Es wurde 1927 von der sowjetischen Regierung geschlossen und in der Folge für verschiedene Zwecke genutzt. Von 1927 bis 1939 war es ein Arbeitslager für minderjährige Verbrecher. In der Zeit von September 1939 bis Juli 1941 war in dem Klosterkomplex das Sonderlager Ostaschkow der militärisch organisierten sowjetischen Geheimpolizei NKWD eingerichtet. Seine insgesamt rund 16.000 polnischen Insassen waren nach dem Einmarsch der Roten Armee infolge des Hitler-Stalin-Pakt in sowjetische Gefangenschaft geraten. Rund 6.300 von ihnen wurden im April und Mai 1940 in Kalinin ermordet und in der Nähe des Dorfes Mednoje beerdigt, ein Verbrechen, das parallel zum Massaker von Katyn stattfand. Unter den Getöteten waren polnische Offiziere, Rechtsanwälte, Polizisten, Lehrer, Doktoren und andere Mitglieder der Intelligenzija. Von 1941 bis 1945 befand sich in dem Gebäudekomplex ein Lazarett, und von 1945 bis 1960 wieder ein Lager für Minderjährige und Waisenkinder. 1960 bis 1971 war das Kloster ein Altenheim und von 1971 bis 1990 eine Herberge für Touristen.
1990 wurde der Gebäudekomplex an die Russisch-Orthodoxe Kirche übergeben. Seit 1995 befindet sich hier wieder ein Kloster.

## Beschreibung

### Erscheinungskathedrale
Der Baubeginn der Erscheinungskathedrale wird auf 1671, den Abschluss der Arbeiten einschließlich der Ausstattung auf 1833 datiert. Die Wiederherstellung der Fassade wurde 2006 beendet. Die Malereien im Innern der Kirche sind vollständig verloren.

### Torkirche St. Peter und Paul
Kirche der Apostel Petrus und Paulus

### Kreuzerhöhungskirche
Die Kreuzerhöhungskirche steht etwas außerhalb des Haupt-Klosterkomplexes. In dieser Kirche fanden Ritualien der Taufe statt. 

### Torkirche des Heiligen Nilus
Charakteristisch für russische Klöster sind die Torkirchen über den Haupteingängen.

### Allerheiligenkirche
Die Allerheiligenkirche, eines der ältesten Bauwerke des Klosterkomplexes, seit 1833 als Krankenhaus genutzt, ist fast vollständig zerstört.

### Kirche Johannes des Täufers und Mariä  Schutz und Fürbitte
Die Kirche wurde an der Stelle erbaut, wo sich die Einsiedelei des Heiligen Nilus befand. In den 1920er Jahren wurde sie zerstört; die Ziegel verwendete man für den Ausbau des Dammes, der die Insel mit dem Festland verbindet. Zurzeit werden dort, wo sich die Kirche befand, Ausgrabungen durchgeführt.